# Malakka (schiereiland)

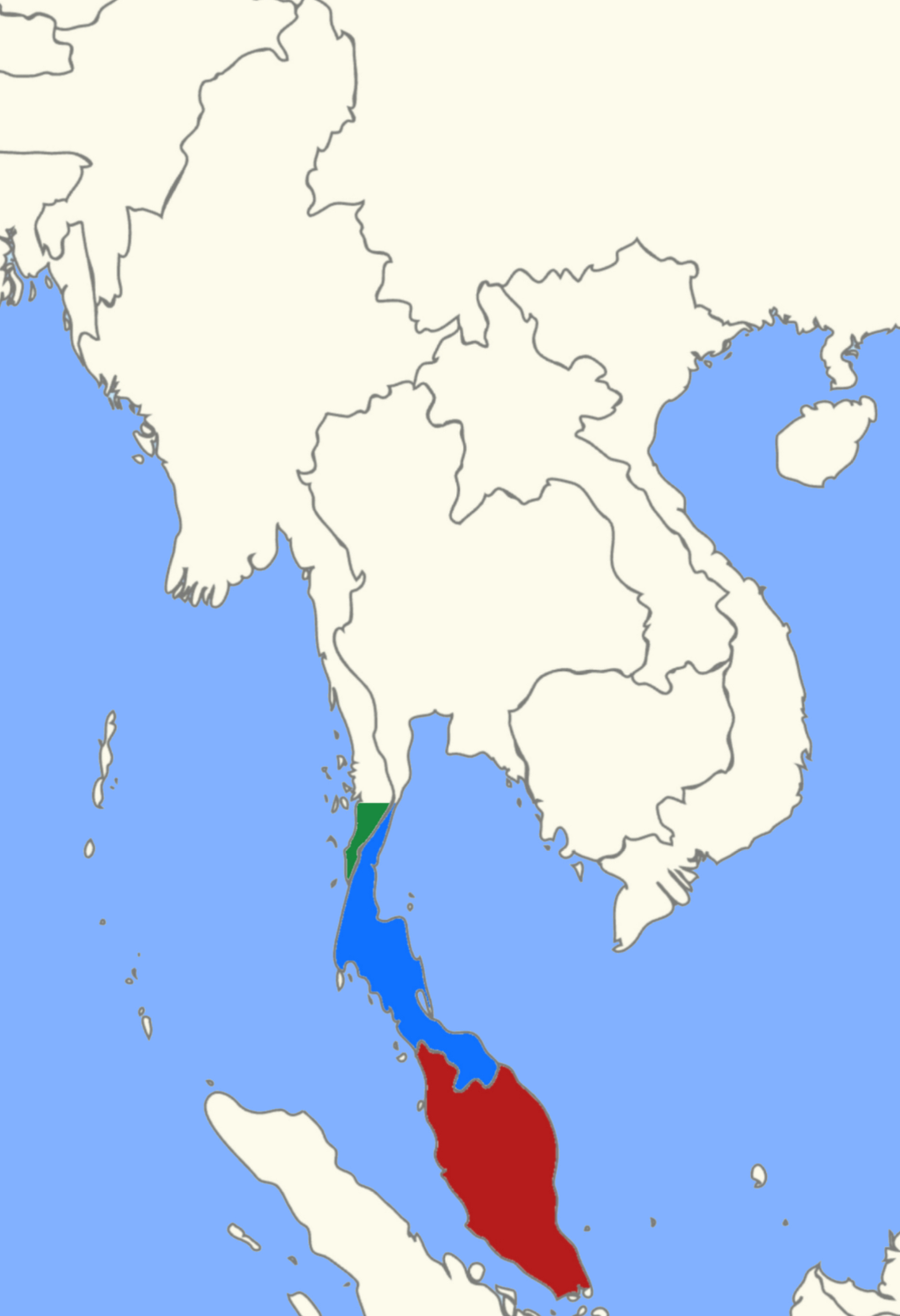
Locatie van het schiereiland Malakka

Malakka (ook: Maleisisch schiereiland) is een schiereiland in Zuidoost-Azië. Het loopt ongeveer van noord naar zuid en omvat de zuidelijkste punt van het Aziatische vasteland. In het noorden is het met de rest van het vasteland verbonden door de landengte van Kra. Aan de westkant grenst Malakka aan de Andamanse Zee. De zuidwestkust wordt door de Straat Malakka gescheiden van het eiland Sumatra. Aan de zuidoostkant ligt het eiland Borneo dat van Malakka gescheiden wordt door de Zuid-Chinese Zee. Verder naar het noorden grenst de oostkust aan de Golf van Thailand.
Malakka zoals omschreven op deze pagina is een referentie aan de oude benaming van het schiereiland die men vooral terugvindt op oude koloniale landkaarten. De benaming Malakka zelf is tegenwoordig herleid tot een van de kleinste staten van Maleisië. Andere landen die onder de oude verwijzing van het schiereiland Malakka vallen zijn Thailand, Myanmar en Singapore.
Het gebied is politiek onderverdeeld tussen:
- Myanmar in het noordwesten
- Thailand in het noordoosten en centrale gedeelte
- Maleisië in het grootste gedeelte van het zuiden (het landsdeel West-Maleisië)

Voor de zuidkust van het schiereiland liggen de eilandstaat Singapore en een aantal Indonesische eilanden.